# Cantique des cantiques (album)
Pour les articles homonymes, voir Cantique des cantiques (homonymie).
Albums de Alain Bashung & Chloé Mons
L'Imprudence
(2002) La Tournée des grands espaces
(2004)
Cantique des cantiques est un E.P. (album court) d'Alain Bashung et Chloé Mons, paru le 5 novembre 2002 chez Dernière bande. Alain Bashung et Chloé Mons avaient créé ce titre de plus de 25 minutes à l'occasion de leur mariage en 2001, sur une musique de Rodolphe Burger et sur la base du Cantique des cantiques traduit par l'écrivain Olivier Cadiot et l'exégète Michel Berder paru dans la bible de Bayard. 
Rodolphe Burger réinterprètera le texte sur la même base musicale en 2014 avec Rayess Bek et Ruth Rosenthal dans l'album Le Cantique des cantiques & hommage à Mahmoud Darwich.

## Liste des titres
| No | Titre                                             | Auteur                           | Durée |
| -- | ------------------------------------------------- | -------------------------------- | ----- |
| 1. | Le cantique des cantiques                         | Olivier Cadiot / Rodolphe Burger | 27:00 |
| 2. | Le cantique des cantiques (version instrumentale) | Rodolphe Burger                  | 4:28  |